# Ignacio Arteche
Ignacio Arteche Elejalde (Azpeitia, marzo de 1920 – ibídem, 13 de febrero de 2013) fue un médico cardiólogo, historiador y docente español.

## Biografía
Ignacio Arteche Elejalde, conocido en Azpeitia como el “médico del pueblo”,  estudió bachillerato en el Colegio de Maristas de Azpeitia. Se trasladó posteriormente a cursar estudios de medicina a Zaragoza y Valladolid. En Zaragoza obtuvo dos matrículas con mención de honor y dos sobresalientes. Después hizo estudios de especialización en Pamplona, en el dispensario antituberculoso. También estuvo en la Cruz Roja donde comenzó a especializarse en el campo de la cardiología. Terminado su estudios en 1944 comenzó a ejercer en Elgeta durante un mes y Bidegoyan donde estuvo por tres meses. Desde allí, se trasladó a Pamplona a continuar su labor y formación y finalmente a Azpeitia donde ejerció desde entonces su profesión como médico cardiólogo. También fue médico de la comunidad de Jesuitas de Loyola, durante 41 años, y en la sanidad pública donde fue muy apreciado por sus compañeros del ambulatorio de Azpeitia por su profesión como médico humanista, preocupado por la cultura y el conocimiento popular.
Estuvo ligado a muchas entidades deportivas y culturales de la localidad. Fue fundador, en 1944, del Club Deportivo Lagun Onak, además de ser uno de sus presidentes, durante la temporada 1948-49. Así como también en el club de fútbol, colaboró con el club ciclista y montañero del mismo nombre. En 1999 la sociedad Ardozaleak le nombró cofrade calderero. Fue también miembro de la Junta Rectora de la Residencia San Martín en Azpeitia durante más de treinta años.
Como destacado historiador a través de sus libros Historias de Azpeitia y El ferrocarril de Urola, este último escrito conjuntamente con Lourdes Oyarbide y Juanjo Olaizola, menciona que su libro Historias de Azpeitia es una recopilación de los escritos que sobre su pueblo natal había ido publicando en los programas a la par de las fiestas patronales de San Ignacio de Loyola, editados por el Ayuntamiento de Azpeitia, y en los suplementos especiales que la prensa dedicada a las mismas.
También colaboró en el Boletín de la Real Sociedad Bascongada de Amigos del País, de la que era Amigo Supernumerario, al escribir un documentadísimo estudio: Los vascos en América: Don Vicente de Emparan, Capitán General de Venezuela, trabajo muy reconocido en su entorno como en tierras venezolanas. En efecto, en el discurso pronunciando el 1 de marzo de 2012 en la Academia Nacional de la Historia de Venezuela por motivo del acto de donación de la copia del óleo titulado “Retrato del Teniente de Navío Emparan” del pintor español Antonio Carnicero por parte de la familia Hidalgo-Parés, descendientes en Venezuela de la casa de Emparan, se agradece muy especialmente su valiosa contribución al estudio biográfico del noble hijo de Azpeitia Vicente de Emparan y Orbe, presidente, gobernador y capitán general de Venezuela.

## Obra
Su búsqueda constante de datos históricos a través de la investigación en los archivos municipales así como su amistad con familias que habían tenido antecedentes culturales y cuidaron guardar información y datos sobre sus antepasados en su pueblo natal dieron como fruto numerosos y siempre interesante libros y artículos del acontecer histórico de Azpeitia, sus personajes, edificios y visitantes importantes.
Libros:
- Historias de Azpetia (1998)
- El ferrocarril del Urola, 1926-1986 (2002)

Artículos de revista:
- Los vascos en América: Don Vicente de Emparan, Capitán General de Venezuela (1993)

Artículos publicados en los programas de mano fiestas patronales de Azpeitia:
- Santutxos en Azpeitia (1979)
- Azpeitia y Loyola, descritos por personajes famosos de la literatura (1980)
- La visita a Azpeitia del pintor romántico Genaro Pérez Villamil en 1844 (1983)
- El encuentro de Alejandro Humbolt y Vicente Emparan en Cumaná-Venezuela (1985)
- Los relojes públicos de Azpeitia (1992)
- La iconografía en Azpeitia (1993)
- Glosa a una antigua fotografía taurina de Azpeitia de 1894 (1997)

Artículos publicados en el periódico Deia:
- Azpeitia vista por escritores (1980)
- Los hospitales de Azpeitia (1981)

Artículos publicados en El Diario Vasco:
- Pequeña historia de la Iglesia San Agustín (1982)
- Vicente de Emparan: el amigo de Simón Bolívar (1984)
- La casa torre de Ynsula de la familia Loyola (1986)
- Tragedia en el tercer campeonato Vasco Navarro de Ciclismo en el año 1932 (1987)
- Un visitante excepcional: Julián Gayarre (1987)
- Un Ecce Homo con tres siglos de historia (1988)
- Carlos VII y Alfonso XII, dos visitas históricas (1989)
- Azpeitia al final de la Segunda Guerra Carlista (1990)
- Las cárceles y la transformación de la última en Centro de Salud (1991)
- La epidemia del cólera de 1855 (1992)
- Centenario de la nueva torre parroquial (2004)